# Lembit Remmelgas
Lembit Remmelgas (* 4. Februar 1921 in Jamburg; † 25. Juli 1992 in Tallinn) war ein estnischer Übersetzer, Literaturkritiker und Drehbuchautor.

## Leben
Remmelgas verbrachte seine Kindheit und Jugend in Narva, wo er 1938 sein Abitur machte. Unmittelbar im Anschluss daran nahm er seine journalistische Tätigkeit auf. Nach der Sowjetisierung Estlands im Juni 1940 war er Redaktionssekretär in der Zeitung Narva Tööline ('Arbeiter Narvas'). Den Zweiten Weltkrieg verbrachte er in der Sowjetunion, zeitweise als Zeitungsredakteur im belagerten Leningrad. Nach dem Krieg arbeitete er wieder in verschiedenen Zeitungsredaktionen Sowjetestlands. Von 1949 bis 1953 war er Sekretär des Zentralkomitees des Estnischen Komsomol. In dieser Zeit absolvierte er auch ein Fernstudium an der Höheren Parteischule in Moskau, das er 1955 abschloss.
Remmelgas war seit 1943 Mitglied der KPdSU und seit 1952 Mitglied des Estnischen Schriftstellerverbandes, in dem er zeitweilig diverse Ämter bekleidete, von 1981 bis 1983 war er sein stellvertretender Vorsitzender.

## Werk
In seiner Frühzeit war Remmelgas ein leidenschaftlicher Anhänger der kommunistischen Ideologie und konnte noch 1957, also bereits nach dem XX. Parteitag der KPdSU (1956), auf dem die Entstalinisierung eingeläutet wurde, in einer Parteiversammlung des Schriftstellerverbandes eine Aussage wie die folgende machen: „Es ist klar, dass man nicht gut dichten und die aktuellen Themen des Lebens behandeln kann, wenn man nicht die kommunistische Weltanschauung vertritt“. Später wird ihm jedoch eine flexiblere, weniger starre und ideologische Einstellung attestiert.
Besondere Bedeutung für die estnische Literaturgeschichte erlangte Remmelgas dadurch, dass er Jaan Kross die Idee zu seinem monumentalen Roman Kolme katku vahel (1970–1980; deutsch Das Leben des Balthasar Rüssow, 1986) gab: Als Redakteur von Tallinnfilm schlug er dem Autor vor, ein Drehbuch zu einem historischen Film über Tallinn zu schreiben, nachdem sich sowjetische Filmfunktionäre nach einem Besuch in Tallinn darüber gewundert hatten, dass es einen solchen historischen Film noch nicht gebe. Kross wählte sich als Person Balthasar Rüssow aus und hatte nach der Erstellung des Drehbuchs so viel Material übrig, dass er einen vierteiligen Roman daraus anfertigte.
Neben seiner literaturkritischen Arbeit war Remmelgas als Übersetzer aus dem Russischen, Slowakischen und Tschechischen tätig. Zu den von ihm übersetzten Autoren gehören Lew Nikolajewitsch Tolstoi, Jaroslav Hašek, Karel Čapek, Milan Kundera, Václav Havel u. a.

## Trivia
Ende der 1960er Jahre soll Remmelgas nach den Dreharbeiten zum späteren estnischen Kultfilm Die letzte Reliquie, in dem unter anderem sehr berühmte Freiheitsgedichte von Paul-Eerik Rummo Verwendung fanden, als für die Genehmigung des Films verantwortlicher Zensor von der Filmcrew reichlich mit Alkohol versorgt worden sein, sodass er zuhause seinen Rausch ausschlief, während die entscheidende Sitzung im Filmstudio stattfand.

## Auszeichnungen
- 1980 Verdienter Schriftsteller der ESSR
- 1980 Juhan-Smuul-Preis für Übersetzungen ins Estnische

## Sekundärliteratur
- Olev Jõgi: Lembit Remmelgas. Juubelijutt staatiliste vahemängudega, millest ei kavatsegi välja arendada filmistsenaariumi, in: Looming 2/1971, S. 259–266.
- Villem Gross: Lembit Remmelgas 60, in: Looming 2/1981, S. 298–299.
- Endel Mallene: Lembit Remmelgas 60, in: Keel ja Kirjandus 2/1981, S. 122–123.